# エシュロン・プレイス
エシュロン・プレイス（Echelon Place）は、アメリカ合衆国ネバダ州ラスベガスにオープンする予定だったカジノホテルである。
2006年11月に営業を打ち切ったスターダストホテルの跡地に建設される大型プロジェクトとして複数のホテル、ショッピングセンター、コンベンションホールなどを含む総合施設が計画された。
2010年にオープン予定だったが、2010年3月時点で工事は完全にストップ。これは、2009年に起こった世界的景気後退による資金の不足が起因していると予想されている。2013年3月にゲンティン・グループに売却し、リゾート・ワールド・ラスベガスとして2020年までに完成させる予定である。